# Albert Gyulay
Albert Gyulay Graf von Maros-Németh und Nádaska (* 12. September 1766 in Ofen; † 27. April 1835 in Pest) war ein k.k. Offizier und Feldmarschallleutnant.

## Leben
Albert Gyulay war ein Sohn von Graf Sámuel Gyulay (1723–1802) und Bruder des Grafen Ignác Gyulay (1763–1831), beide hochrangige kaiserliche Generäle.
Er trat am 1. Mai 1784 als Unterleutnant in das Husaren-Regiment "Kaiser" Nr. 1 ein, von welchem er am 19. Oktober 1787 als Oberleutnant zu dem Infanterie-Regiment Alvincy Nr. 19 versetzt wurde, dort bis 13. Dezember desselben Jahres verblieb und dann zum Szekler Husaren-Regiment Nr. 11 übertrat. Er machte dann als Rittmeister diese Szekler-Husarenregiments den Türkenkrieg von 1788/89 in Siebenbürgen mit und nahm dann als Grenadierhauptmann im Regiment seines Vaters Sámuel Gyulay bei der Hauptarmee unter Laudons Befehl der Belagerung von Belgrad am 30. September 1789 mit Auszeichnung teil.
Im Feldzug von 1793 war er es, der einige Tage nach der Schlacht von Neerwinden am 18. März, den Vorschlag eines nächtlichen Überfalles auf die an den Anhöhen von Tirlemont aufgestellten Vorposten der französischen Nachhut machte und dieses Unternehmen erfolgreich durchführte. Auf Empfehlung des Prinzen von Sachsen-Coburg, ernannte ihn Kaiser Franz II. am 1. Mai zum Major im  Freikorps des Obersten O’Donell. In diesem Korps befand sich Gyulay bei den Belagerungen von Valenciennes im Juni und Le Quesnoy im August 1793 und half mehrmals französische Ausfällen zurückschlagen; nebenbei begleitete er die Streifzüge des Korps Bellegarde gegen Castelet, Beauvais, Saint-Quentin und Cambrai.
1799 focht er als Oberst eines neu errichteten ungarischen Infanterieregiments bei der Armee von Italien. 1800 befehligte er während der ungarischen Insurrektion als Generalmajor ein Armeekorps jenseits der Theiß. Vom Jahr 1803 an war er abwechselnd als Brigadier in Böhmen, Ungarn und im Militärgrenzland, während des Feldzugs von 1805 aber bei der ungarischen  Insurrektion tätig und wurde am 14. August 1808 zum Feldmarschallleutnant ernannt. Im Jahr 1810 wurde er Inhaber des k.k. Infanterieregiments Nr. 21.
Im Feldzug von 1809 kommandierte er unter Erzherzog Johann das 8. Armeekorps in Italien, führte in der Schlacht bei Fontana Fredda (16. April) den linken Flügel, leitete den Rückzug aus Italien durch das Fellatal, kämpfte darauf siegreich im Tal von Wolfsbach bei Tarvis, drang durch das Savetal in Ungarn ein und vereinigte sich 2. Juni bei St. Gotthardt mit dem Erzherzog Johann. In den Jahren 1813 und 1815 befehligte er ein Reservekorps und zog sich sodann nach Pest zurück, wo er 27. April 1835 starb.

## Familie
Er heiratete 1794 die Gräfin Julia Wynants († 1824). Das Paar hatte mehrere Kinder:
- Sámuel Béla Crescencius (* 19. April 1803; † 20. August 1886), Feldmarschall-Lieutenant

⚭ 1838 Hermina Johanna Katalin von Hoffmeiter (* 30. Oktober 1818; † 24. März 1878)
⚭ 1882 Maria Elisabetta Cechetti (* 23. September 1834; † 25. November 1889)
- Albert (* Februar 1805), k.k. Kämmerer
- Lajos († 1845)
- Anna Jozefa ⚭ Graf László Haller de Hallerkeö († 1837)